# Fortezza di Amasra
La fortezza di Amasra o Castello di Amasra si trova ad Amasra, nel distretto di Bartın, sulla costa del Mar Nero in Turchia. Fu costruito dai Romani e successivamente restaurato dai Bizantini, dai Genovesi e dagli Ottomani. È composto da due parti: Il Castello di Sormagir e il Castello di Zindan. È stato inserito dall'UNESCO nella lista dei Siti candidati del patrimonio mondiale nel 2013.
La fortezza di Amasra è composta da due corpi principali collegati da un ponte chiamato Arco di Boztepe. La fortezza fu utilizzata ampiamente durante il periodo genovese e fu sottoposta a seri lavori di ristrutturazione nel XIV e XV secolo. La lunghezza delle mura orientali della fortezza tra nord-est e sud-est è di 65 metri, la lunghezza delle mura meridionali con 8 bastioni è di 300 metri e la lunghezza delle mura settentrionali dal ponte Kemere, la maggior parte delle quali è stata distrutta, è di 200 metri.
Poiché la zona nord e nord-ovest del castello di Sormagir scende verso il mare in un pendio molto ripido, non sono state costruite fortificazioni in questa zona. La maggior parte delle mura che circondano le zone est, nord-est e ovest del castello sono state distrutte, mentre un tratto di 50 metri delle mura occidentali adiacenti alla porta è ancora in piedi. Nel Castello di Amasra si sono conservati dei vani nella torre, divisioni interne, stemmi araldici Genovesi collocati in alcuni punti, dove si sono preservate le figure di Eros, Medusa, aquila, testa di bue.

## Galleria d'immagini

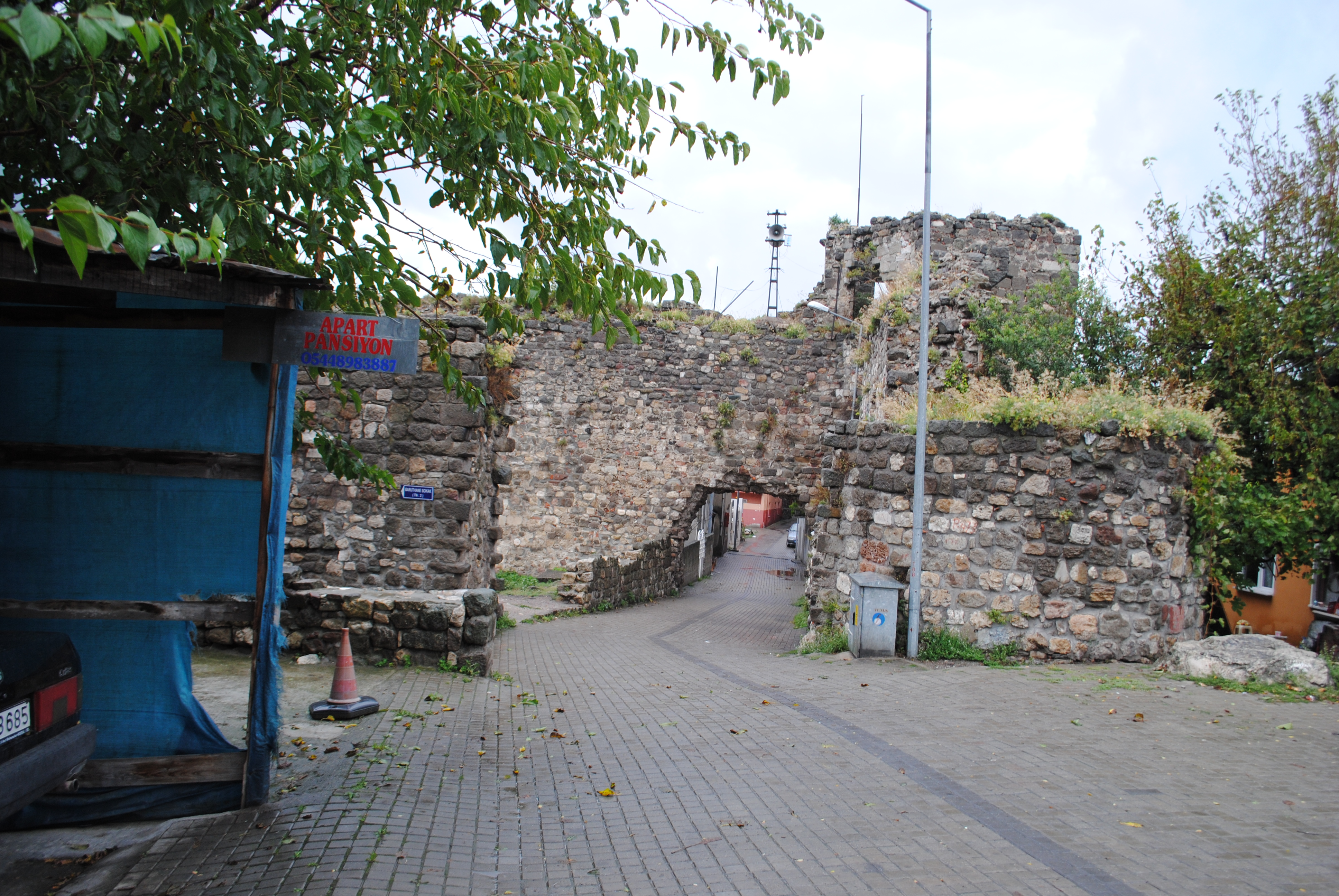
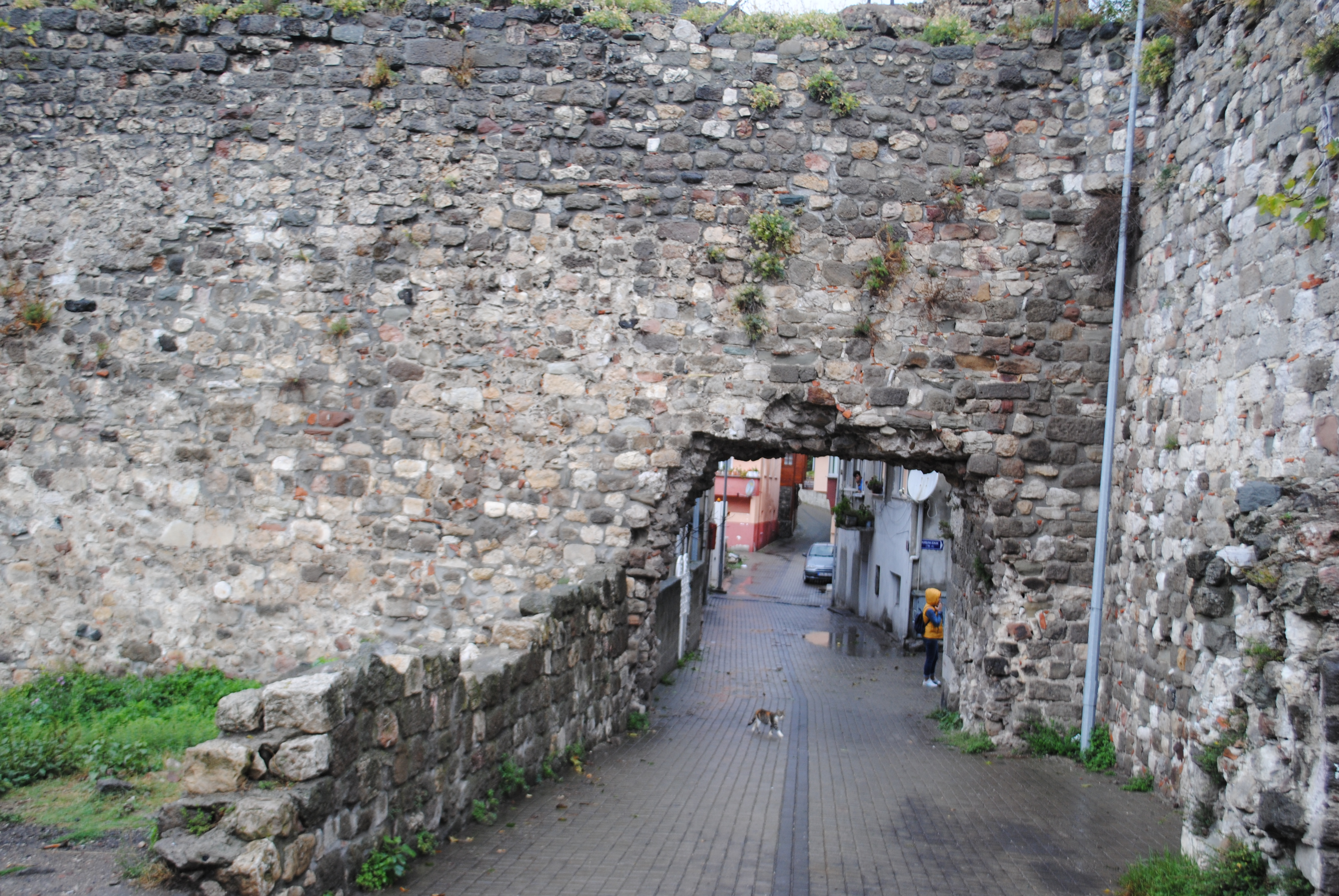
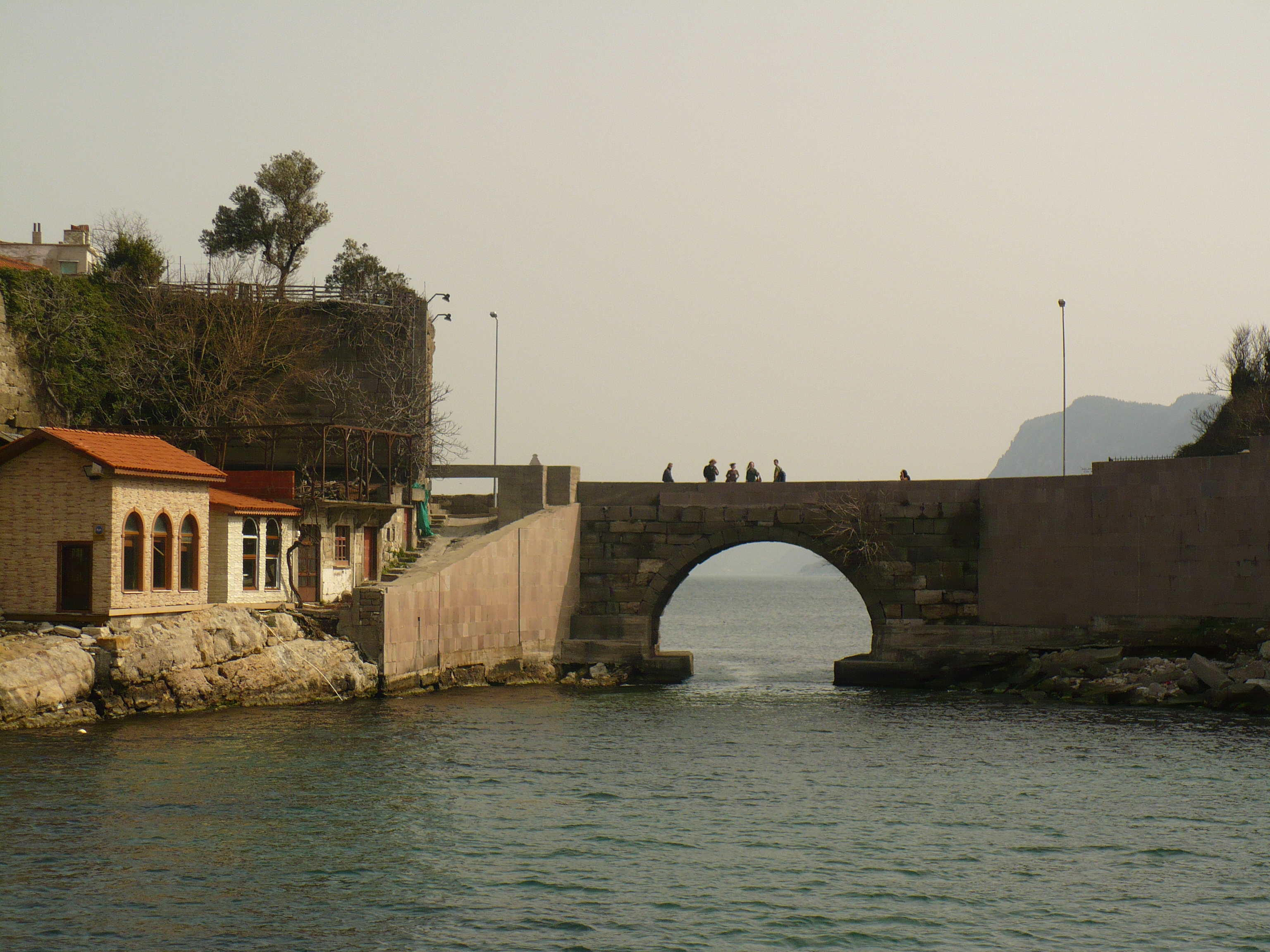
Ponte di Kemere
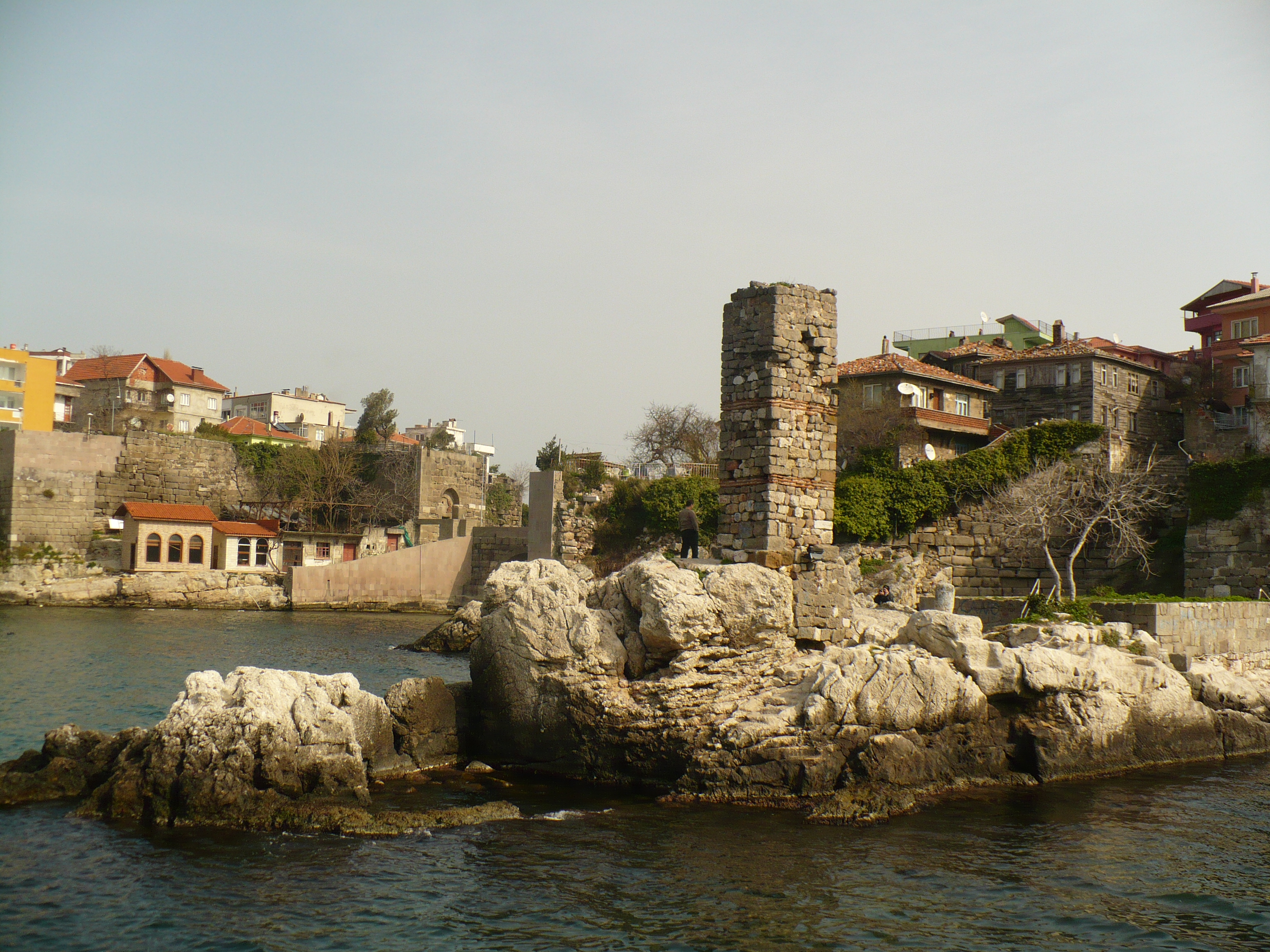
Porta della fortezza
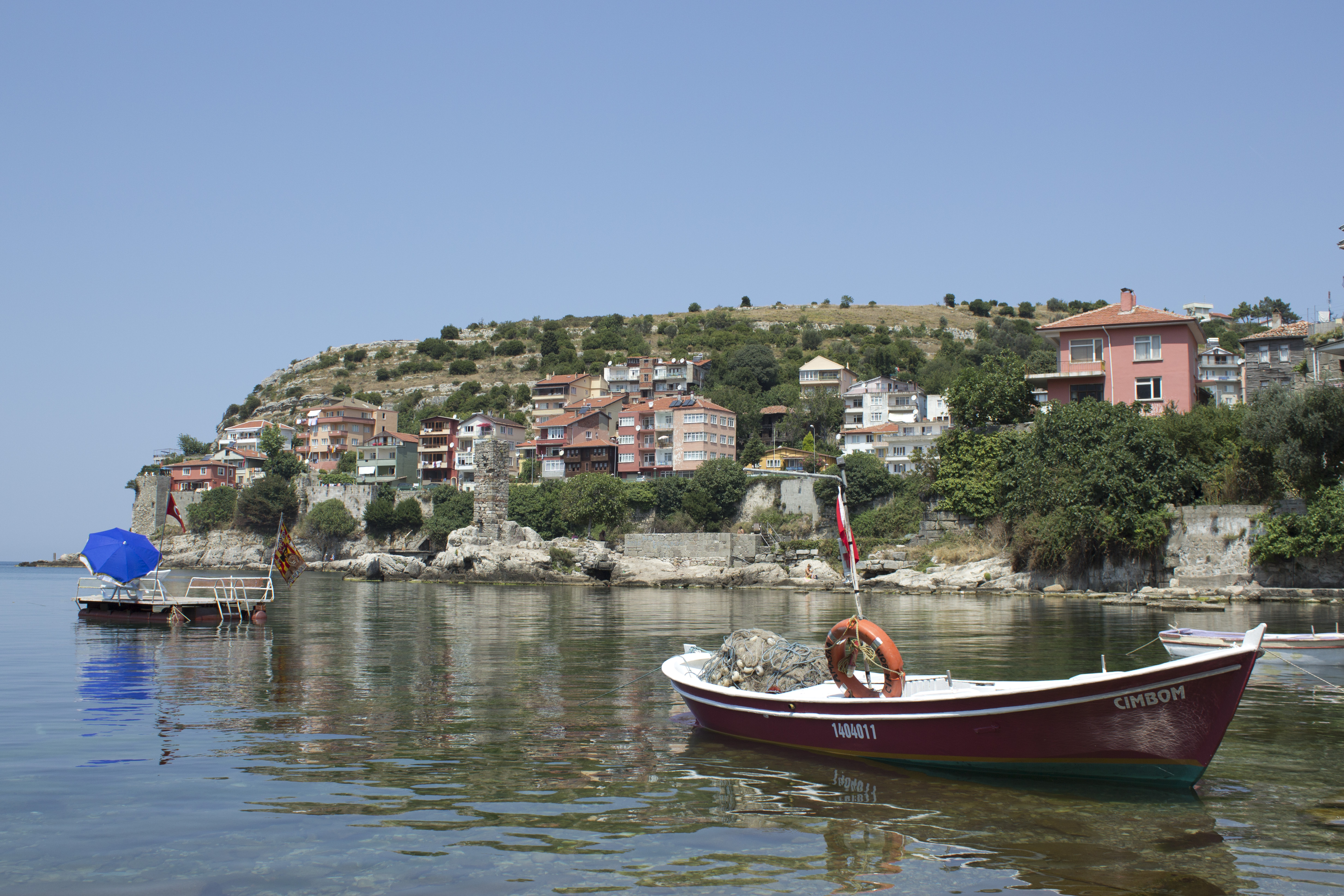